# 전함 포템킨
《전함 포템킨》(러시아어: Броненосец «Потёмкин», 영어: The Battleship Potemkin) 또는 《전함 포툠킨》은 1925년 세르게이 예이젠시테인이 연출한 소련의 무성 영화로 1905년 혁명  20주년을 기념을 위해 만들어졌다. 옛 제정 러시아의 수병들의 반란 사건인 포툠킨 호의 반란에 기본을 두었으며 사회주의 혁명 선전 영화로 만들어졌다.
몽타주 기법에 기본을 두어서 만든 영화로 유명한 영화이지만, 공산주의 선전이 섞여 있어서 해외에서의 공개는 검열을 받아 많은 장면이 삭제되는 등 어려움을 겪었다. 그 후 소련 영화 관계자의 노력에 의해 1976년에는, 재구성되었다. 음악은 원래 드미트리 쇼스타코비치의 교향곡으로 영화 상영곡에 포함되어 있었다.

## 줄거리
영화는 1905년 6월을 배경으로 하며, 주인공들은 제정 러시아 해군 흑해 함대 소속 전함 포템킨의 승무원들이다. 에이젠슈테인은 줄거리를 다섯 개의 막으로 나누었으며, 각각의 막에는 고유한 제목이 있다.

### 제1막: 인간과 구더기
텐드라 섬 근해에 정박해 있는 포템킨호의 승무원 마튜셴코와 바쿨렌추크는 당시 러시아에서 일어나고 있던 혁명을 지지해야 할 필요성에 대해 논의한다. 근무를 마친 후 두 사람을 포함한 비번 수병들이 잠들어 있다. 한 장교가 수병들의 거처를 점검하던 중 발을 헛디뎌 넘어지자 잠자는 수병에게 화풀이를 한다. 소란으로 인해 잠에서 깬 바쿨렌추크는 주변의 수병들에게 연설을 한다. "동지들! 우리도 이제 말할 때가 왔소. 뭘 더 기다리겠소? 러시아 전역이 들고 일어났는데! 우리가 마지막이 되어야 하겠소?" 장면은 아침으로 바뀌고, 수병들은 고기의 질이 형편없다며 불평한다. 고기는 부패한 듯 구더기로 뒤덮여 있었고, 수병들은 "개도 이런 건 안 먹을 거야!"라고 말한다. 함장이 스미르노프 함의를 불러 고기 상태를 검사하게 한다. 함의는 구더기가 아닌 벌레일 뿐이며 조리 전에 씻어내면 된다고 말한다. 수병들이 배식의 질이 형편없다며 계속 불평하지만, 함의는 고기가 먹을 만하다고 선언하며 논의를 끝낸다. 선임 장교 길랴롭스키는 부패한 고기를 살펴보던 수병들을 쫓아내고, 요리사는 보르시를 준비하기 시작하지만 고기의 질에 의문을 제기한다. 승무원들은 보르시를 거부하고 대신 빵과 물, 통조림을 선택한다. 접시를 닦던 한 수병이 접시에 새겨진 "오늘 우리에게 일용할 양식을 주옵시고"라는 문구를 발견한다. 수병은 이 문구의 의미를 곰곰이 생각한 뒤 접시를 깨뜨리며 장면이 끝난다.

### 제2막: 갑판 위의 드라마
고기를 거부한 모든 수병은 불복종 죄로 유죄 판결을 받고 전갑판으로 끌려가 종교적 임종 의식을 받는다. 수병들은 무릎을 꿇어야 했고 사격 분대가 갑판으로 행진해 들어오자 천막으로 덮인다. 일등 항해사가 발포 명령을 내리지만, 바쿨렌추크의 호소에 응답하여 사격 분대의 수병들이 총을 내린다. 그렇게 봉기가 시작된다. 수병들은 수적으로 열세인 장교들을 제압하고 함선을 장악한다. 장교들은 바다에 던져지고, 함선의 사제는 은신처에서 끌려 나오며, 마지막으로 함의는 '벌레의 먹이'로 바다에 던져진다. 반란은 성공했으나 반군의 카리스마 있는 지도자 바쿨렌추크는 목숨을 잃는다.

### 제3막: 죽은 자의 외침
포템킨호는 오데사 항구에 도착한다. 바쿨렌추크의 시신은 육지로 옮겨져 동료들에 의해 천막 안에 안치되며, 그의 가슴에는 "한 숟가락의 보르시 때문에"(Изъ-за ложки борща)라는 표지가 놓인다. 바쿨렌추크의 희생에 슬픔과 동시에 힘을 얻은 오데사 시민들은 혁명 동조자들에 의해 곧 차르와 정부에 대한 분노로 들끓기 시작한다. 정부 편에 선 한 남자가 시민들의 분노를 유대인들에게 돌리려 하지만, 군중들의 야유와 구타를 당한다. 수병들은 모여서 마지막 작별 인사를 하며 바쿨렌추크를 영웅으로 찬양한다. 오데사 시민들은 수병들을 환영하지만, 정부에 대항하여 움직이기 시작하자 경찰의 주목을 받게 된다.

### 제4막: 오데사
계단 오데사 시민들은 배를 타고 포템킨호로 나아가 수병들을 지원하고, 다른 군중들은 오데사 계단에 모여 사태를 지켜보며 반군을 응원한다. 갑자기 기병에서 내린 코사크 부대가 계단 위쪽에 전투 대형을 갖추고 여성과 아이들을 포함한 비무장 시민들을 향해 행진하며 총검을 고정한 채 발포하기 시작한다. 병사들은 간간이 멈춰 서서 군중을 향해 일제 사격을 가한 뒤, 시민들의 애원을 무시한 채 기계처럼 냉혹하게 계단을 내려오며 공격을 계속한다. 한편 정부군 기병대는 계단 아래쪽에서 도망치는 군중을 공격하여 보병의 공격에서 살아남은 많은 이들을 쓰러뜨린다. 도망치거나 쓰러지는 개개인의 모습, 계단을 굴러 떨어지는 유모차, 얼굴에 총을 맞은 여인, 깨진 안경, 일사불란하게 움직이는 군인들의 장화가 짧은 장면으로 보여진다.
보복으로 포템킨호의 수병들은 차르 군 지도자들이 회의를 열고 있는 시립 오페라 하우스를 전함의 포대로 공격한다. 한편 포템킨호의 반란을 진압하기 위해 충성스러운 군함 편대가 오고 있다는 소식이 전해진다.

### 제5막: 일대 전체
포템킨호의 수병들은 전함을 오데사 항구에서 출항시켜 차르의 함대에 맞서기로 결정하고, 붉은 깃발과 함께 "우리와 함께하라"는 신호를 게양한다. 전투가 불가피해 보이는 순간, 차르 편대의 수병들은 발포를 거부하고 환호와 함성으로 반란군과의 연대를 보여주며 포템킨호가 그들의 함선 사이를 통과하도록 허용한다.

## 출연

### 주연
- 알렉산드르 안토노프 - 바쿨렌추크 역
- 블라디미르 바르스키 - 골리코프 사령관 역
- 그리고리 알렉산드로프 - 길랴롭스키 부장 역

### 조연
- 이반 보브로프 - 수병(취침 중 구타를 당한 젊은 선원) 역
- 미하일 고모로프 - 수병 역
- 블라디미르 우랄스키 - 수병 역
- 안드레이 파이트 - 식자공 역
- 콘스탄틴 펠드만 - 멘셰비키 역
- 알렉산드르 렙신 - 부사관 역
- 베아트리체 비톨디
- 니나 폴탑체바 - 코안경을 착용한 여성 역
- 아바 글라우베르만
- 이오나 비브로츠키
- 세르게이 예이젠시테인

## 오데사 계단 시퀀스

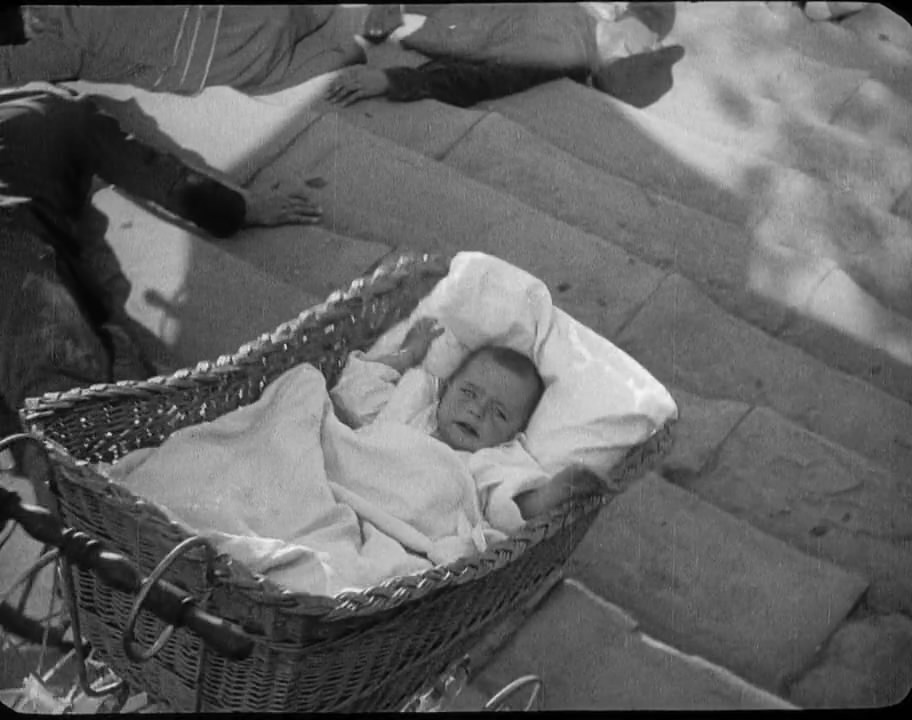
유모차에 탄 아기가 굴러 떨어져내리는 장면

가장 유명한 장면이자, 몽타주 기법이 유용하게 사용된 장면이 '오데사 계단에서 벌어진 민간인 학살 장면'이다. 역사적 사건을 다룬 영화이지만 이 장면만큼은 실재했던 사건이 아니었다. 예이젠시테인은 강압적인 당대의 정치적 상황을 표현하기 위해 이 장면을 연출했다고 한다. 하지만 당시 계단 주변으로 사람들이 몰려들었다. 〈런던 타임스〉에 따르면, 실제로 군대는 군중을 향해 총을 겨누었으며, 사상자도 다수 발생했다. 하지만 정확한 피해자 수는 알려져 있지 않다.
계단 장면은 약 6분 간 지속된다. 등장하는 배우의 대부분은 전문 연기자가 아닌 아마추어들이다. 자세히 살펴보면 오데사의 주민들 중 함대의 선원 얼굴이 발견된다. 그중에는 감독인 예이젠시테인의 모습도 보인다. 세트가 아닌 실제 장소에서 촬영된 장면이고, 따라서 종종 지역의 이름을 따 '프리모르스키 장면'이라 부르기도 한다. 내용은 아래와 같다.
여름용 흰 제복을 걸친 황제의 군인들이 열을 맞춰 계단을 내려간다. 그들은 모두 총기를 소지했고, 그 총구는 군중을 겨눈다. 사람들이 정신없이 대피하는 사이, 계단이 나타난다. 그 사이 화면에는 희생자들의 모습이 교차되어 보이는데, '코안경을 쓴 나이 든 부인, 어머니와 함께 있는 어린아이, 교복 입은 학생, 10대 여학생' 등이다. 이후 사람들의 발에 깔려 죽은 아들을 둘러멘 여인이 계단을 거슬러 오르기 시작한다. 병사들은 그 어머니 역시 총으로 쏘아 죽인다.
한편 계단의 아래 편에는 말을 탄 기병대가 포진된 상황이라 시민들은 빠져나갈 구멍이 없다. 그러다 '검은 두건을 쓴 여자'가 살해된다. 죽기 직전 그녀는 유모차를 잡고 있었던 터라 그녀가 쓰러지면서 계단의 아래쪽으로 유모차가 구르기 시작한다. 이때부터 '하강하는 아이가 탄 유모차' 이미지와 '잔혹한 군인들'의 모습이 교차되어 보인다. 마찬가지로 어트랙션 몽타주의 예다. 이 장면은 당대로서는 혁신적 기법이었다. 따라서 이후 많은 감독들이 경의를 표하며 오마주하기도 한다.
가장 유명한 오마주 장면은 브라이언 드 팔마의 《언터쳐블》(1987)에 나온다. 원작과의 차이점은 배경이 기차역으로 바뀌었다는 것, 그리고 슬로 화면으로 느리게 재생된다는 점뿐이다. 테리 길리엄의 《브라질》(1985) 역시 오데사 계단을 오마주한다. 이 영화의 마지막즈음에 주인공이 석방되어 공격을 받는 장면에서, 유모차 대신 진공청소기가 계단을 구르고 병사들이 일렬로 총을 들고 내려간다.
이 밖에 유모차 장면은 '패러디'의 방식으로도 자주 인용된다. 우디 앨런의 《바나나 공화국》(1971)과 《사랑과 죽음》(1975)이 그렇고, 데이비드 주커의 《총알 탄 사나이 3》 역시 이 장면을 인용한다. 하지만 엄밀하게 주커는 《언터쳐블》을 패러디한 것이다. 에토레 스콜라의 《우리는 그토록 사랑했네》(1974), 아노 자울의 《케밥 커넥션》(2005) 역시 이 장면이 들어간 영화들이다.

## 같이 보기
- 역대 최고의 영화 목록